# VTT cross-country féminin aux Jeux olympiques d'été de 2016
Navigation
Londres 2012 Tokyo 2020
Le VTT cross-country féminin, épreuve des Jeux olympiques d'été de 2016, a lieu le 20 août 2016.

## Programme
L'horaire correspond à l'UTC-3.
| Date                | Horaire | Manche |
| ------------------- | ------- | ------ |
| Samedi 20 août 2016 | 12 h 30 | Finale |

## Liste des participantes
1re ligne

02  Annika Langvad  Danemark 

03  Sabine Spitz  Allemagne 

04  Jolanda Neff  Suisse 

05  Maja Włoszczowska  Pologne 

06  Yana Belomoyna  Ukraine 

07  Jenny Rissveds  Suède 

08  Linda Indergand  Suisse 

09  Emily Batty  Canada 

2e ligne

10  Catharine Pendrel  Canada 

11  Raiza Goulão  Brésil 

12  Rebecca Henderson  Australie 

13  Gunn-Rita Dahle Flesjå  Norvège 

14  Daniela Campuzano  Mexique 

15  Jovana Crnogorac  Serbie 

16  Kateřina Nash  Tchéquie 

17  Githa Michiels  Belgique 

3e ligne

18  Tanja Žakelj  Slovénie 

19  Helen Grobert  Allemagne 

20  Anne Terpstra  Pays-Bas 

21  Eva Lechner  Italie 

22  Lea Davison  États-Unis 

23  Chloe Woodruff  États-Unis 

24  Iryna Popova  Ukraine 

25  Irina Kalentieva  Russie 

4e ligne

26  Perrine Clauzel  France 

28  Pauline Ferrand-Prévot  France 

29  Michelle Vorster  Namibie 

30  Francelina Cabral  Timor oriental 

31  Ping Yao  Chine 

## Résultats
| Rang                                | Cycliste               | Pays           | Temps   |
| ----------------------------------- | ---------------------- | -------------- | ------- |
| Médaille d'or, Jeux olympiques      | Jenny Rissveds         | Suède          | 1:30:15 |
| Médaille d'argent, Jeux olympiques  | Maja Włoszczowska      | Pologne        | 1:30:52 |
| Médaille de bronze, Jeux olympiques | Catharine Pendrel      | Canada         | 1:31:41 |
| 4                                   | Emily Batty            | Canada         | 1:31:43 |
| 5                                   | Kateřina Nash          | Tchéquie       | 1:32:25 |
| 6                                   | Jolanda Neff           | Suisse         | 1:32:43 |
| 7                                   | Lea Davison            | États-Unis     | 1:33:27 |
| 8                                   | Linda Indergand        | Suisse         | 1:33:27 |
| 9                                   | Yana Belomoyna         | Ukraine        | 1:33:28 |
| 10                                  | Gunn-Rita Dahle Flesjå | Norvège        | 1:33:34 |
| 11                                  | Annika Langvad         | Danemark       | 1:33:48 |
| 12                                  | Helen Grobert          | Allemagne      | 1:34:08 |
| 13                                  | Tanja Žakelj           | Slovénie       | 1:35:17 |
| 14                                  | Chloe Woodruff         | États-Unis     | 1:36:17 |
| 15                                  | Anne Terpstra          | Pays-Bas       | 1:36:33 |
| 16                                  | Daniela Campuzano      | Mexique        | 1:36:33 |
| 17                                  | Irina Kalentieva       | Russie         | 1:36:54 |
| 18                                  | Eva Lechner            | Italie         | 1:38:45 |
| 19                                  | Sabine Spitz           | Allemagne      | 1:39:16 |
| 20                                  | Raiza Goulão           | Brésil         | 1:39:21 |
| 21                                  | Githa Michiels         | Belgique       | 1:40:23 |
| 22                                  | Iryna Popova           | Ukraine        | 1:41:29 |
| 23                                  | Perrine Clauzel        | France         | 1:42:23 |
| 24                                  | Ping Yao               | Chine          | 1:43:20 |
| 25                                  | Rebecca Henderson      | Australie      | tour    |
| 26                                  | Michelle Vorster       | Namibie        | tour    |
| 27                                  | Jovana Crnogorac       | Serbie         | tour    |
| 28                                  | Francelina Cabral      | Timor oriental | tour    |
| -                                   | Pauline Ferrand-Prévot | France         | abandon |